# Near to Earth
Near to Earth is een stomme film uit 1913 onder regie van D.W. Griffith.

## Rolverdeling
| Acteur              | Personage |
| ------------------- | --------- |
| Lionel Barrymore    |           |
| Robert Harron       |           |
| Gertrude Bambrick   |           |
| Mae Marsh           |           |
| Kathleen Butler     |           |
| Walter Miller       |           |
| Dorothy Bernard     |           |
| Christy Cabanne     |           |
| Harry Carey         |           |
| Donald Crisp        |           |
| Charles Hill Mailes |           |
| Joseph McDermott    |           |
| Mabel Normand       |           |
| Frank Opperman      |           |
| Wallace Reid        |           |
| Blanche Sweet       |           |